# Агринио
Агрѝнио (на гръцки: Αγρίνιο, катаревуса Αγρίνιον, Агринион) е град в Република Гърция, разположен в областта Етолия. Градът има население от 42 390 души (2001).
В близост до съвременния град се е намирал античният Агринион – разрушен от древните македонци след смъртта на Александър Велики. През средновековието на мястото на града възниква селище което от XIV век е означавано като Врахори (на гръцки: Βραχώρι). През 1835 г. то е преименувано на Агринио. 

## Личности
Родени в Агринио
- Евтимиос Стилиос (1929 – 2019), гръцки духовник
- Николаос Панайоту (1880 – 1907), гръцки революционер
- Панайотис Данглис (1853 – 1924), гръцки революционер и политик

Починали в Агринио
- Панделис Карасевдас (1876 – 1946), гръцки революционер и политик